# Désertines (Mayenne)
Pour les articles homonymes, voir Désertines.
Désertines est une commune française, située dans le département de la Mayenne en région Pays de la Loire.

## Géographie

### Localisation
Désertines est une petite commune située dans le bocage mayennais, aux portes de la Normandie et de la Bretagne dans le pays de Passais. 
La commune fait partie de la province historique du Maine, et se situe dans le Bas-Maine.
Elle se trouve dans la zone d'emploi de Mayenne et dans le bassin de vie de Gorron.

### Communes limitrophes
Les communes limitrophes sont Fougerolles-du-Plessis, La Dorée, Levaré, Vieuvy, Saint-Aubin-Fosse-Louvain, Passais Villages, Mantilly et Le Teilleul.

### Géologie et relief
La superficie de la commune est de 26,03 km2 ; son altitude varie de 157  à   234 mètres. 

### Hydrographie

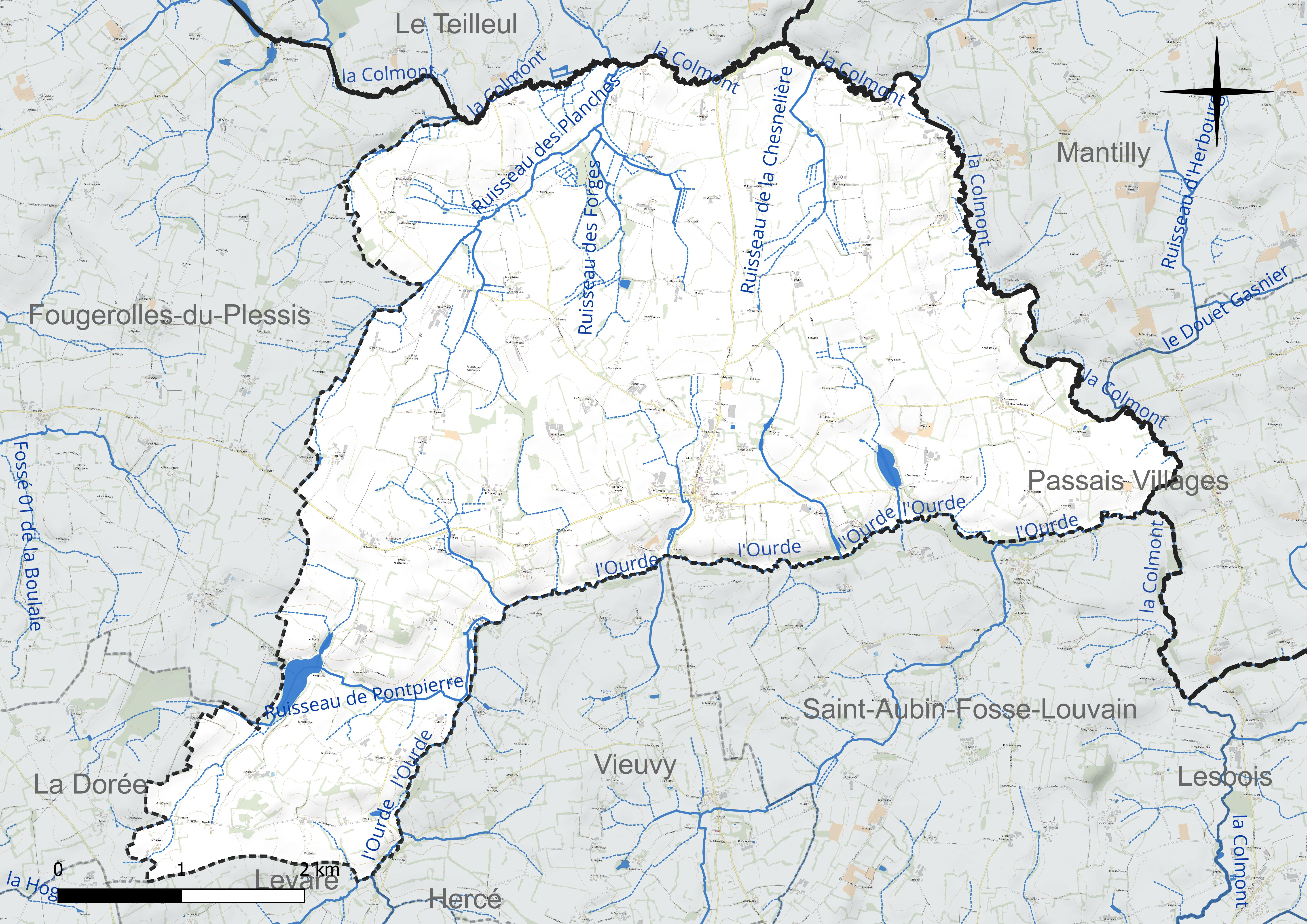
Carte hydrographique de la commune.

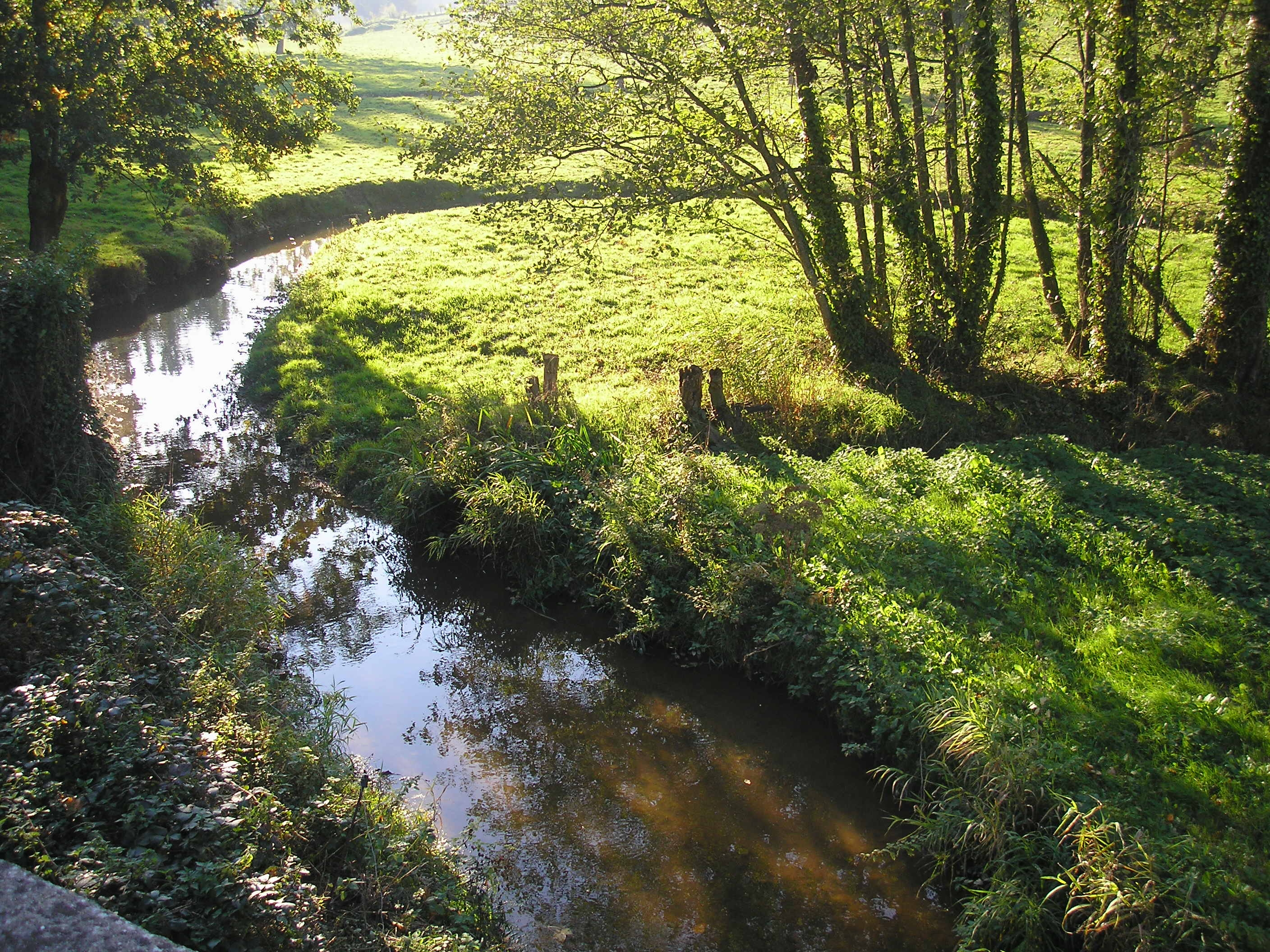
La Colmont.

En ses limites septentrionales, la rivière la Colmont sépare son territoire des départements de la Manche et de l'Orne.
L'Ourde, son affluent, constitue la limite sud du territoire communal.
Plusieurs ruisseaux confluent dans l'une ou l'autre de ces rivières.
La Colmont est un petit affluent abondant de la Mayenne en rive droite, et donc un sous-affluent de la Loire par la Maine.

### Climat
Pour des articles plus généraux, voir Climat des Pays de la Loire et Climat de la Mayenne.
En 2010, le climat de la commune est de type climat océanique franc, selon une étude du CNRS s'appuyant sur une série de données couvrant la période 1971-2000. En 2020, Météo-France publie une typologie des climats de la France métropolitaine dans laquelle la commune est exposée à un climat océanique et est dans une zone de transition entre les régions climatiques « Bretagne orientale et méridionale, Pays nantais, Vendée » et « Moyenne vallée de la Loire ». 
Pour la période 1971-2000, la température annuelle moyenne est de 10,4 °C, avec une amplitude thermique annuelle de 13,5 °C. Le cumul annuel moyen de précipitations est de 910 mm, avec 13,9 jours de précipitations en janvier et 8 jours en juillet. Pour la période 1991-2020, la température moyenne annuelle observée sur la station météorologique de Météo-France la plus proche, « Saint-Mars/la-Futa », sur la commune de Saint-Mars-sur-la-Futaie à 12 km à vol d'oiseau, est de 11,3 °C et le cumul annuel moyen de précipitations est de 929,3 mm,. Pour l'avenir, les paramètres climatiques de la commune estimés pour 2050 selon différents scénarios d'émission de gaz à effet de serre sont consultables sur un site dédié publié par Météo-France en novembre 2022.

## Urbanisme

### Typologie
Au 1er janvier 2024, Désertines est catégorisée commune rurale à habitat très dispersé, selon la nouvelle grille communale de densité à sept niveaux définie par l'Insee en 2022.
Elle est située hors unité urbaine et hors attraction des villes,.

### Occupation des sols

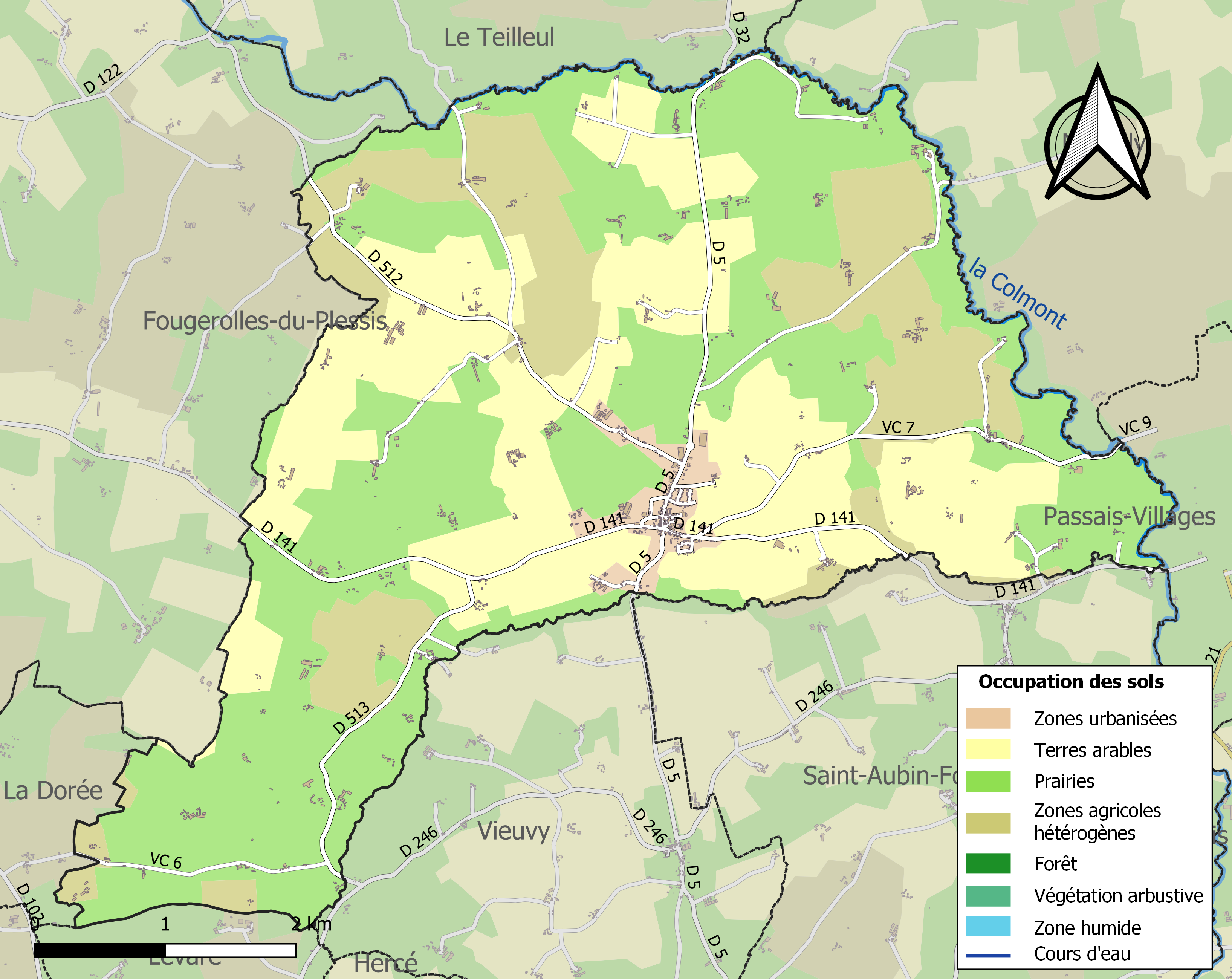
Carte des infrastructures et de l'occupation des sols de la commune en 2018 (CLC).

L'occupation des sols de la commune, telle qu'elle ressort de la base de données européenne d’occupation biophysique des sols Corine Land Cover (CLC), est marquée par l'importance des territoires agricoles (97,5 % en 2018), une proportion sensiblement équivalente à celle de 1990 (97,7 %). 
La répartition détaillée en 2018 est la suivante : prairies (47,1 %), terres arables (31,7 %), zones agricoles hétérogènes (18,7 %), zones urbanisées (2,5 %). 
L'évolution de l’occupation des sols de la commune et de ses infrastructures peut être observée sur les différentes représentations cartographiques du territoire : la carte de Cassini (XVIIIe siècle), la carte d'état-major (1820-1866) et les cartes ou photos aériennes de l'IGN pour la période actuelle (1950 à aujourd'hui).

### Habitat et logement
En 2022, le nombre total de logements dans la commune était de 307, alors qu'il était de 309 en 2016 et de 298 en 2011. 
Parmi ces logements, 73,6 % étaient des résidences principales, 18,3 % des résidences secondaires et 8,1 % des logements vacants. Ces logements étaient pour 99 % d'entre eux des maisons individuelles et pour 0,6 % des appartements. 
Le tableau ci-dessous présente la typologie des logements à Désertines en 2022 en comparaison avec celle de la Mayenne et de la France entière. Une caractéristique marquante du parc de logements est ainsi une proportion de résidences secondaires et logements occasionnels (18,3 %) supérieure à celle du département (5,3 %) et à celle de la France entière (9,7 %). 
| Typologie                                               | Désertines | Mayenne | France entière |
| ------------------------------------------------------- | ---------- | ------- | -------------- |
| Résidences principales (en %)                           | 73,6       | 85,5    | 82,3           |
| Résidences secondaires et logements occasionnels (en %) | 18,3       | 5,3     | 9,7            |
| Logements vacants (en %)                                | 8,1        | 9,2     | 8              |

## Toponymie
Désertines signifie « lieu désert ».
En 1638, la localité porte le nom de Saint-Pierre-sur-Behier, pour revenir finalement à Désertines.

## Histoire

### Préhistoire
Le Menhir de Désertines est une stèle de la période gauloise de La Tène.

### Moyen Âge

#### Haut Moyen Âge
Au VIe siècle, un ermitage est fondé lors de l’évangélisation du Passais. L’oratoire et le cimetière de Désertines étaient la possession de l’abbaye de Saint-Calais, dont la tradition fait remonter la fondation au temps de Childebert Ier. Au VIIe siècle, la localité faisait sans doute partie du pagus Muffa.
Au IXe siècle, il est fait mention de l'église de Désertines. Dans un document de l'abbaye de Savigny apparaît le nom de Desertina.

#### Période du duché de Normandie
Au début du XIIe siècle, l'ermitage fait partie des possessions de l’abbaye de Savigny. Les donations réalisées en faveur de l’abbaye de Savigny sont l'œuvre des seigneurs de Mayenne et de ses vassaux. En 1137, Goislin de Poe fait don de plusieurs de ses biens
,.

## Politique et administration

### Rattachements administratifs et électoraux

#### Rattachements administratifs
La commune se trouve dans l'arrondissement de Mayenne du département de la Mayenne.
Elle faisait partie depuis 1801 du canton de Landivy. Dans le cadre du redécoupage cantonal de 2014 en France, cette circonscription administrative territoriale a disparu, et le canton n'est plus qu'une circonscription électorale.

#### Rattachements électoraux
Pour les élections départementales, la commune fait partie depuis 2014 du canton de Gorron.
Pour l'électio des députés, elle fait partie de la troisième circonscription de la Mayenne.

### Intercommunalité
Désertines est membre de la communauté de communes du Bocage Mayennais, un établissement public de coopération intercommunale (EPCI) à fiscalité propre créé fin 1993  et auquel la commune a transféré un certain nombre de ses compétences, dans les conditions déterminées par le code général des collectivités territoriales.

### Liste des maires
| Période                                  | Période                    | Identité                                | Étiquette | Qualité |
| ---------------------------------------- | -------------------------- | --------------------------------------- | --------- | --- |
| Les données manquantes sont à compléter. |                            |                                         |           | |
|                                          |                            |                                         |           | |
| 1790                                     |                            | M. Le Dauphin des Tesnières             |           | |
| 1791                                     |                            | René Quentin                            |           | |
| novembre 1792                            |                            | François Jouin                          |           | |
| an IV                                    |                            | Louis Heustache                         |           | |
| an VI                                    |                            | François Coutard                        |           | |
| an IX                                    |                            | René Quentin des Brières                |           | |
| an XI                                    |                            | Jean Baptiste Couppel de la Lorencières |           | |
|                                          |                            |                                         |           | |
| 1813                                     |                            | M. Favrie-Dubourg                       |           | |
| 1814                                     |                            | Antoine Leneveu des Châteaux            |           | |
| 1817                                     |                            | César Ledauphin de la Blinière          |           | |
| 1821                                     | 1824                       | M. Favrie-Dubourg                       |           | |
| 1824                                     | 1830                       | Pierre Barrabé                          |           | |
| 1835                                     | 1836                       | Julien Féron                            |           | |
| 1838                                     |                            | Amand Barenton                          |           | |
| 1848                                     | 1864                       | Julien Féron                            |           | |
| 1865                                     | 1873                       | Aristide Testard-Maisonneuve            |           | |
| 1874                                     | 1880                       | Gustave Fleury                          |           | |
| 1881                                     | 1884                       | Jean Gouasdon                           |           | |
| 1884                                     | 1896                       | Émile Roullin                           |           | |
| août 1896                                |                            | Jean Foucault                           |           | |
| octobre 1896                             |                            | Constant Lemercier                      |           | |
| 1896                                     |                            | Constant Lemercier                      |           | |
| 1902                                     |                            | Charles Nélet                           |           | |
| 1917                                     |                            | Victor Lestas                           |           | |
| 1945                                     |                            | Alfred Guilloux                         |           | |
| 1959                                     |                            | Francis Jean Vilette                    |           | |
| 1965                                     |                            | Joseph Fiault                           |           | |
| 1983                                     | mars 2008                  | Francis Vilette                         |           | Agriculteur |
| mars 2008                                | En cours (au 12 juin 2025) | Bruno Lestas                            | DVD       | Agriculteur, ancien président du comité des fêtes Président de la CC du Bocage Mayennais (2014 → ) Suppléant du député Horizons Yannick Favennec-Bécot (2022 ou avant → ) Réélu pour le mandat 2020-2026, |

## Équipements et services publics
Après la fermeture de l'épicerie en 2020, deux distributeurs automatiques de boulangerie et de produits frais produits à proximité ont été installés en 2021,, ainsi qu'un distributeur de pizzas en 2025.

### Enseignement
Les enfants de la commune sont scolarisés avec ceux de Fougerolles-du-Plessis et de La Dorée dans le cadre d'un regroupement pédagogique intercommunal (RPI).
Désertines comprennait une école primaire publique. Toutefois, confrontée à une baisse des effectifs, certaines familles scolarisant leurs enfants hors du RPI (20 élèves attendus à la rentrée 2024, répartis en deux sections), l'école a fermé en septembre 2024 et le RPI est devenu un regroupement pédagogique concentré dont l'école est à Fougerolles du Plessis,.
En 2017, les écoliers de Désertines postent un message sur les réseaux sociaux, demandant de recevoir des cartes postales du monde entier. Le souhait est partagé près de 20 000 fois sur Facebook et, en quelques jours, les élèves reçoivent des cartes provenant de tous les continents.

## Population et société

### Démographie
L'évolution du nombre d'habitants est connue à travers les recensements de la population effectués dans la commune depuis 1793. Pour les communes de moins de 10 000 habitants, une enquête de recensement portant sur toute la population est réalisée tous les cinq ans, les populations de référence des années intermédiaires étant quant à elles estimées par interpolation ou extrapolation. Pour la commune, le premier recensement exhaustif entrant dans le cadre du nouveau dispositif a été réalisé en 2007.

En 2022, la commune comptait 461 habitants, en évolution de −4,75 % par rapport à 2016 (Mayenne : −0,73 %, France hors Mayotte : +2,11 %).
| 1793  | 1800  | 1806  | 1821  | 1831  | 1836  | 1841  | 1846  | 1851  |
| ----- | ----- | ----- | ----- | ----- | ----- | ----- | ----- | ----- |
| 1 250 | 1 175 | 1 265 | 1 324 | 1 415 | 1 588 | 1 608 | 1 543 | 1 587 |

| 1856  | 1861  | 1866  | 1872  | 1876  | 1881  | 1886  | 1891  | 1896  |
| ----- | ----- | ----- | ----- | ----- | ----- | ----- | ----- | ----- |
| 1 540 | 1 503 | 1 479 | 1 387 | 1 419 | 1 356 | 1 389 | 1 311 | 1 229 |

| 1901  | 1906  | 1911  | 1921  | 1926  | 1931  | 1936  | 1946  | 1954 |
| ----- | ----- | ----- | ----- | ----- | ----- | ----- | ----- | ---- |
| 1 207 | 1 223 | 1 233 | 1 019 | 1 055 | 1 039 | 1 023 | 1 037 | 944  |

| 1962 | 1968 | 1975 | 1982 | 1990 | 1999 | 2006 | 2007 | 2012 |
| ---- | ---- | ---- | ---- | ---- | ---- | ---- | ---- | ---- |
| 883  | 833  | 711  | 654  | 585  | 539  | 526  | 524  | 522  |

| 2017 | 2022 | - | - | - | - | - | - | - |
| ---- | ---- | - | - | - | - | - | - | - |
| 466  | 461  | - | - | - | - | - | - | - |

### Manifestations culturelles et festivités
La  traditionnelle foire d’automne qui tourne entre les neuf communes du bassin de Landivy et qui est organisée par les Jeunes agriculteurs de Landivy, le Comice agricole et le comité des fêtes de la commune a lieu les 30 et 31 août a lieu en 2025 au lieu-dit la Doucetière de Désertines

## Économie
La commune accueille de nombreux commerces et activités.

## Culture locale et patrimoine

### Lieux et monuments
La commune compte un lieu référencé aux Monuments historiques :
- Menhir de Désertines  Classé MH (1924)[37], une stèle du Néolithique située place de l'Eglise.

On peut également signaler : 
- Église Saint-Pierre (XIXe siècle).
- Manoir, dit château de la Grande Haie.
- Manoir de la Vairie.

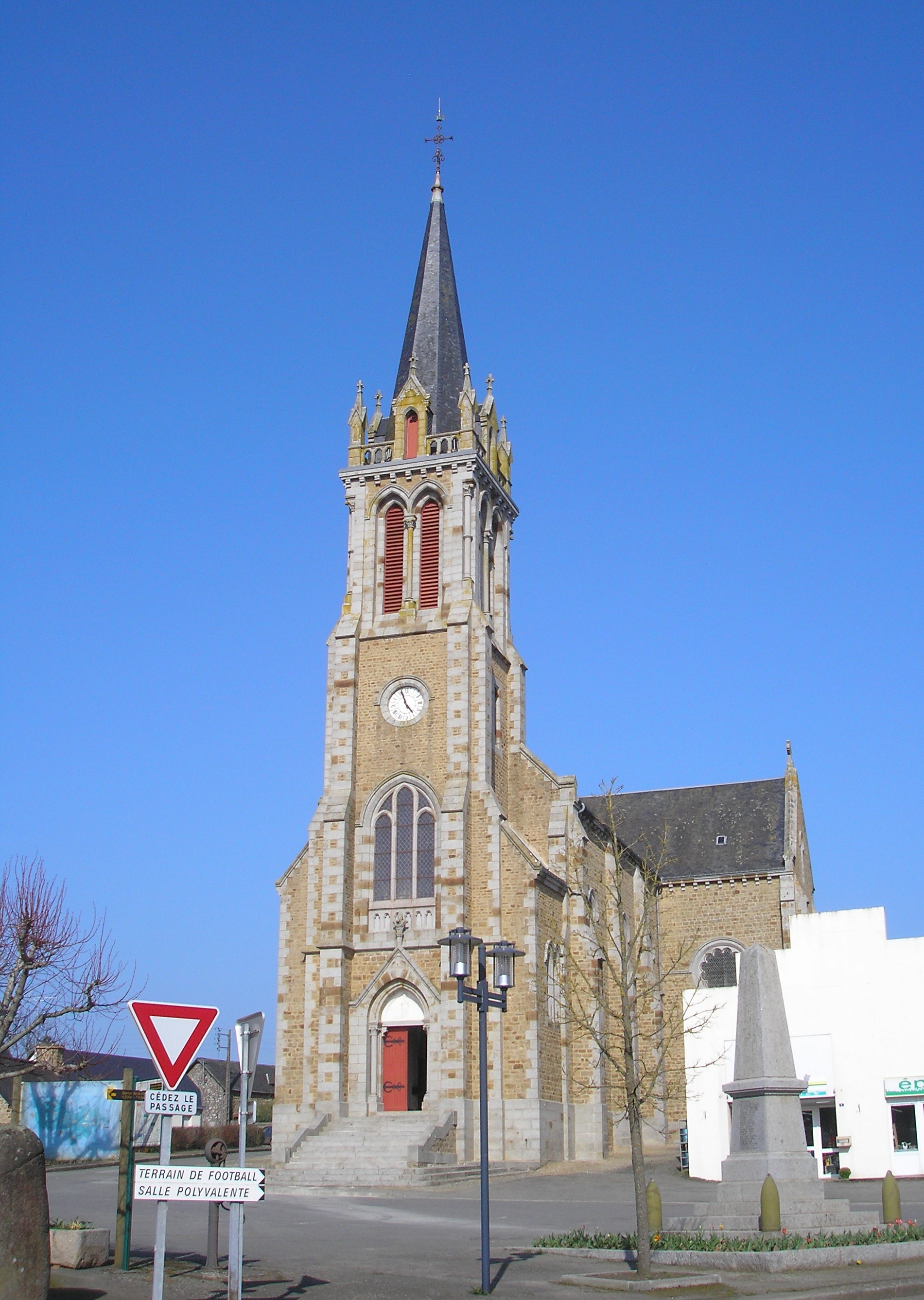
L'église Saint-Pierre.
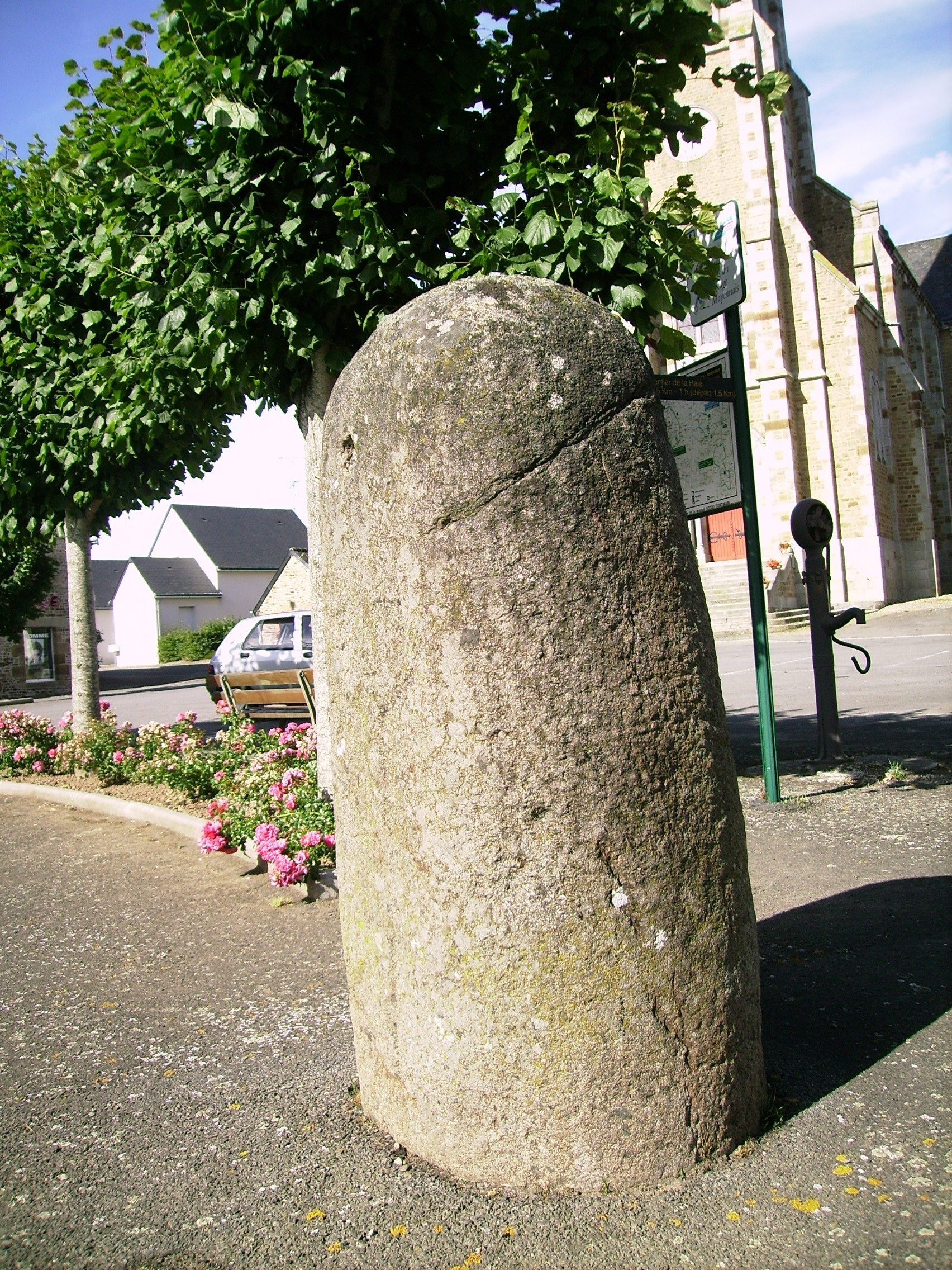
Le menhir dit Stèle gauloise.

### Personnalités liées à la commune
- Jean-Baptiste Volcler (né en 1760 à Désertines), révolutionnaire.
- Józef Konstanty Ramotowski (1812-1888), militaire polonais, a habité le manoir de la Grande Haie à partir de 1836.
- Léopold Thadée Ramotowski (1841-1921), général, fils du précédent, y est né.
- Myriam Thélen (1857-1929), écrivain, y est né.
- Les frères Boltanski, Luc et Christian (nés en 1940 et 1944) ont vécu enfants à Désertines[38].
- Arnaud Courteille (né en 1988), coureur cycliste, originaire de Désertines[39].

### Héraldique
| Blason de Désertines | Blason  | D’azur, à un pont d’une seule arche d’argent, maçonné de sable, sur lequel s’élève une croix latine du second ; le tout cantonné de trois joncs d’or, 2 et 1. |
| Blason de Désertines | Détails | L’azur et les joncs représentent les marécages de la commune. L’azur symbolise aussi les ruisseaux de l’Ourde et de la Colmont. Cette couleur rappelle aussi celle du Maine où se trouve le village. Le pont représente Pont-Pierre et la croix indique qu’il y avait une chapelle des religieux de Savigny dans ce hameau. Les ornements sont deux gerbes de blé d’or mises en sautoir par la pointe et liées d’azur afin d’honorer l’activité agricole. Le listel d'argent porte le nom de la commune en lettres majuscules de sable. La couronne de tours dit que l’écu est celui d’une commune ; elle n’a rien à voir avec des fortifications. Le statut officiel du blason reste à déterminer. |

## Pour approfondir